# 関雄二
関 雄二（せき ゆうじ、1956年9月3日 - ）は、日本の文化人類学者。国立民族学博物館館長・名誉教授、総合研究大学院大学名誉教授。専攻は、文化人類学・アンデス考古学。

## 経歴
出生から修学期
1956年、東京都で生まれた。東京大学教養学部教養学科を卒業後、同大学院教養社会学研究科修士課程修了。
文化人類学研究者として
修了後、東京大学教養学部助手に採用された。東京大学研究資料館助手、天理大学国際文化学部助教授を経て、1999年に国立民族学博物館民族社会研究部助教授となった。2004年より同研究戦略センター助教授。2005年10月に同教授昇格。2007年より同人類文明誌研究部教授・部長。2009年より同研究戦略センター教授、2015年より同民族社会研究部教授、2016年より同先端人類科学研究部教授・研究部長。2017年より同人類文明誌研究部教授・副館長を務めた後、2022年3月末をもって定年退官し、名誉教授となった。
2025年4月、国立民族学博物館館長に就任。

## 受賞・栄典
- 2020年：文化庁長官表彰[4]

## 著作
単著
- 『アンデスの考古学』(世界の考古学) 同成社 1997
  - 新版 2021年
- 『古代アンデス権力の考古学』京都大学学術出版会 2006
- 『アンデスの文化遺産を活かす：考古学者と盗掘者の対話』臨川書店 2014

編著
- 『古代文明アンデスと西アジア：神殿と権力の生成』朝日選書 2015
- 『アンデス文明：神殿から読み取る権力の世界』臨川書店 2017

共編著
- 『文明の創造力：古代アンデスの神殿と社会』加藤泰建共編、角川書店　1998
- 『岩波アメリカ大陸古代文明辞典』青山和夫共編著、岩波書店 2005
- 『他者の帝国：インカはいかにして「帝国」となったか』染田秀藤共編、世界思想社 2006
- 『グアテマラ内戦後：人間の安全保障の挑戦』狐崎知己・中村雄祐共編、明石書店 2009
- 『古代アンデス文明から始まる神殿』大貫良夫・加藤泰建共編、朝日選書 2010
- 『アンデス世界：交渉と創造の力学』染田秀藤・網野徹哉共編、世界思想社 2012
- 『平和の人類学』小田博志共編、法律文化社 2014
- 『「物質性」の人類学: 世界は物質の流れの中にある』古谷嘉章・佐々木重洋共編、同成社 2017
- 『世界のピラミッド辞典』青山和夫・大城道則共著、柊風舎 2018